# Amy Klobuchar
Amy Jean Klobuchar (ur. 25 maja 1960 w Plymouth) – amerykańska polityczka i prawniczka, senatorka ze stanu Minnesota od 2007, prokuratorka okręgowa Hrabstwa Hennepin, związana z Partią Demokratyczną.

## Młodość i wykształcenie
Amy Jean Klobuchar urodziła się 25 maja 1960 w Plymouth w stanie Minnesota. Jej ojciec Jim Klobuchar był felietonistą w gazecie Star Tribune, a matka Rose Klobuchar z d. Heuberger była nauczycielką. Amy Klobuchar publicznie opowiadała o alkoholizmie swojego ojca i o wpływie jego zaburzenia na rodzinę.
Ukończyła szkoły publiczne w Plymouth i miała jedne z najlepszych wyników w liceum. W czasie studiów w 1980 pracowała na stażu dla wiceprezydenta Stanów Zjednoczonych Waltera Mondale.
W 1982 ukończyła studia na Uniwersytecie Yale z magna cum laude i stopniem Bachelor’s degree z politologii. W 1984 ukończyła prawo na Uniwersytecie Chicagowskim z magna cum laude i stopniem Juris Doctor.

## Kariera prawnicza
Od 1985 do 1999 pracowała w czołowej firmie prawniczej Minensoty Dorsey & Whitney w Minneapolis, najpierw jako prawniczka, a potem jako partnerka. Od 1993 do 1998 pracowała jako partnerka w firmie prawniczej Gray, Plant, Mooty, Mooty & Bennett.
Jej córka Abigail Klobuchar urodziła się w 1995, z zaburzeniem, które uniemożliwiało jej przełykanie. Z powodu obowiązujących wówczas przepisów o ubezpieczeniu zdrowotnym, Amy Klobuchar musiała opuścić szpital po 24-godzinnym pobycie, pozostawiając w nim swoje dziecko. Wtedy zdecydowała się wystąpić w parlamencie stanu Minnesota i nakłonić parlamentarzystów do wprowadzenia przepisu, zapewniającego nowym matkom 48-godzinny pobyt w szpitalu objęty ubezpieczeniem. W 1996 prezydent Bill Clinton wprowadził podobne prawo federalne, zobowiązując firmy ubezpieczeniowe do hospitalizacji nowych matek przez co najmniej 48 godzin.
W 1998 wygrała wybory na prokuratora generalnego okręgu hrabstwa Hennepin. W 2002 uzyskała reelekcję. Pełniła tę funkcję do 2006.

## Senator
7 listopada 2006 wygrała wybory do Senatu w stanie Minnesota. Zdobyła 58% wszystkich głosów i została pierwszą kobietą wybraną do Senatu w tym stanie. Pełniła funkcję senatora od stycznia 2007. W 2012 i 2018 uzyskała reelekcję.
Należała do senackiej Komisji Sądownictwa, Komisji ds. Handlu, Nauki i Transportu, Komisji ds. Rolnictwa, Żywienia i Leśnictwa, Komisji Wspólnej Ekonomii i Komisji ds. Zasad i Administracji. W styczniu 2015 weszła w skład zarządu senackiej reprezentacji została przewodniczącą Steering and Outreach Committee, komitetu sterującego Partii Demokratycznej w Senacie.
W 2016 Medill News Service ogłosiło, że w ówczesnej kadencji Senatu Klobuchar napisała najwięcej ustaw, które stały się obowiązującym prawem.

## Wybory prezydenckie w 2020
10 lutego 2019 rozpoczęła kampanię w prawyborach Partii Demokratycznej przed wyborami prezydenckimi w 2020 roku. Ogłosiła to na specjalnym wydarzeniu na wybrzeżu rzeki Missisipi w Minneapolis, w czasie śnieżycy.
W trakcie kampanii była oskarżana przez swoich byłych pracowników o złe traktowanie. Zgodnie z oskarżeniami, miała na nich krzyczeć, rzucać w nich przedmiotami ze złości, doprowadzać do płaczu, a także poniżać w mailach, które otrzymywali wszyscy pracownicy. Sama Klobuchar oświadczyła, że bywa surowym szefem, ale nigdy nie poniżała swoich pracowników.
Zrezygnowała z dalszej kampanii 2 marca 2020. Na tym etapie odbyły się już prawybory w pierwszych czterech stanach, pozyskała 7 delegatów i zdobyła 9,45% głosów powszechnych, co uplasowało ją na piątym miejscu, za Joem Bidenem, Berniem Sandersem, Pete’em Buttigiegem (który również już się wycofał) i Elizabeth Warren.

## Wyniki wyborów

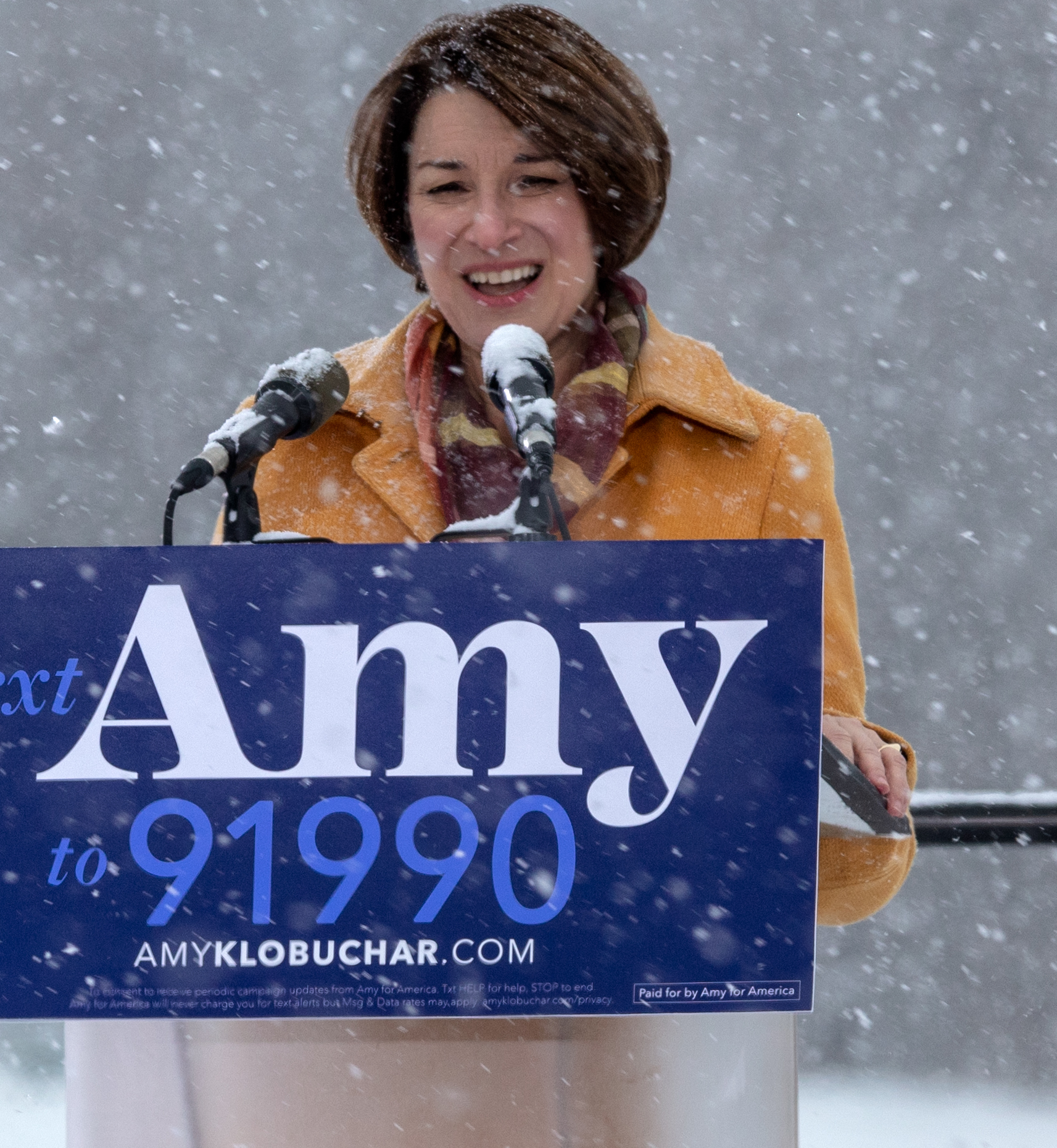
Amy Klobuchar ogłaszająca swoją kampanię prezydencką w 2019

| Wybory                                                                | Rok  | Partia      | Główny przeciwnik                  | Głosy powszechne | %     | Wygrana | Przypis |
| --------------------------------------------------------------------- | ---- | ----------- | ---------------------------------- | ---------------- | ----- | ------- | ------- |
| Wybory prokuratora okręgowego Hrabstwa Hennepin                       | 1998 | Bezpartyjna | Sheryl Ramstad Hvass (Bezpartyjna) | 223 416          | 50,42 | T       | [ 7 ]   |
| Wybory prokuratora okręgowego Hrabstwa Hennepin                       | 2002 | Bezpartyjna | dopisani kandydaci                 | 380 632          | 98,75 | T       | [ 8 ]   |
| Prawybory Partii Demokratycznej przed wyborami do Senatu w Minnesocie | 2006 | Demokraci   | Darryl Stanton (Demokrata)         | 294 473          | 92,50 | T       | [ 9 ]   |
| Wybory do Senatu w Minnesocie                                         | 2006 | Demokraci   | Mark Kennedy (Republikanin)        | 1 278 849        | 58,06 | T       | [ 10 ]  |
| Prawybory Partii Demokratycznej przed wyborami do Senatu w Minnesocie | 2012 | Demokraci   | Richard "Dick" Franson (Demokrata) | 183 717          | 90,79 | T       | [ 11 ]  |
| Wybory do Senatu w Minnesocie                                         | 2012 | Demokraci   | Kurt Bills (Republikanin)          | 1 854 595        | 65,23 | T       | [ 12 ]  |
| Prawybory Partii Demokratycznej przed wyborami do Senatu w Minnesocie | 2018 | Demokraci   | Steve Carlton (Demokrata)          | 557 306          | 95,70 | T       | [ 13 ]  |
| Wybory do Senatu w Minnesocie                                         | 2018 | Demokraci   | Jim Newberger (Republikanin)       | 1 566 174        | 60,31 | T       | [ 14 ]  |
| Prawybory prezydenckie Partii Demokratycznej w 2020 roku              | 2020 | Demokraci   | Joe Biden (Demokrata)              | 273 940          | 0,74  | T       | [ 15 ]  |

## Życie prywatne

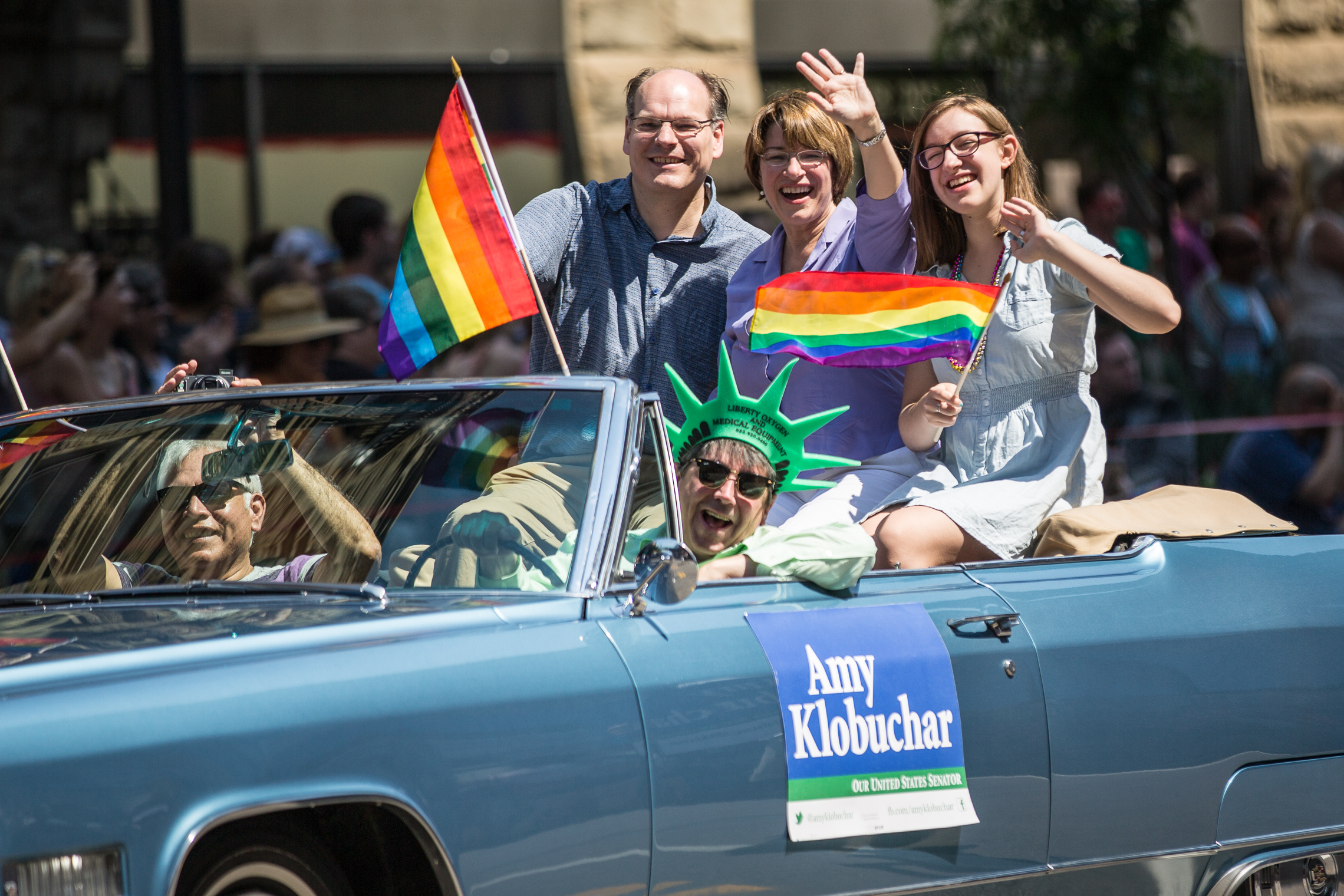
Amy Klobuchar z mężem i córką na paradzie równości

Jest wyznania kongregacjonalistycznego. Należy do Zjednoczonego Kościoła Chrystusa.
W 1993 poślubiła Johna Besslera. W 1995 urodziła im się córka Abigail Klobuchar.

## Odznaczenia
- Order „Za zasługi” I klasy (2022)[16]